# Battaglia di Kelbajar
La battaglia di Kelbajar (in armeno Karvachar, Քարվաճառ) è stata una delle più importanti nella storia della guerra del Nagorno Karabakh ed ha avuto una notevole importanza sull'esito finale dello stesso. Si combatté nel distretto di Kelbajar tra il 27 marzo e il 4 aprile 1993 e fu vinta dalle forze armene dell'Esercito di difesa dell'Artsakh.

## Antefatto
Dopo la conquista di Shusha/Shushi a seguito della vittoriosa battaglia gli armeni avevano da un lato annullato il fuoco di artiglieria azera su Step'anakert e dall'altro liberato il corridoio di Laçın riuscendo ad ottenere qualche rifornimento dalla vicina Armenia.
Nel corso del 1992 tutto il territorio della neonata repubblica del Nagorno Karabakh (corrispondente alla vecchia oblast' sovietica) era stato sottoposto agli attacchi azeri con alterne vicende sul campo: a giugno gli azeri avevano conquistato porzioni dei territori di Askeran e Martakert e con l'Operazione Anello avevano occupato la regione di Shahumian; ad agosto si erano impadroniti della strada che collega Martakert a Kelbajar, poi ripresa dagli armeni a metà novembre così come quasi tutto il territorio perso nelle offensive estive.
L'inverno del 1993 era stato particolarmente duro per l'Armenia e il Nagorno Karabakh a causa della mancanza di energia: la centrale nucleare di Metsamor era chiusa in conseguenza del terremoto del 1988, Turchia e Azerbaigian bloccavano le frontiere. Così uno degli obiettivi in Karabakh divenne la conquista del bacino idrico di Sarsang con la sua importante centrale idroelettrica. Nel febbraio 1993 gli armeni riuscirono a riconquistare tutti i distretti settentrionali e mossero verso ovest alla volta di Kelbajar.

## Campo di battaglia
L'area interessata dalla battaglia (distretto di Kelbajar, incastrato fra l'Armenia e la repubblica del Nagorno Karabak) si presenta montuosa, chiusa a nord dall'alta catena dei Monti Mrav e ad ovest dall'altopiano del Karabakh, percorsa da strette vallate. Complessivamente la superficie è di circa 1900 km² con una popolazione che oscilla tra i 45 e i 60 000 abitanti, la maggior parte dei quali di etnia azera e curda, che con l'avanzare del fronte di battaglia trovano rifugio altrove.

## La battaglia

### Preparazione
Già a partire da metà marzo gli azeri si stavano preparando alla battaglia evacuando la popolazione residente. Viene organizzata una difesa, anche con l'ausilio di ufficiali ucraini e volontari turchi, nel villaggio di Charektar, al confine con l'attuale regione di Martakert, già interessato nelle settimane precedenti da violenti scontri. Dal canto loro gli armeni si preparano ad attaccare la regione muovendosi da quattro diverse direzioni: un gruppo (guidato da Monte Melkonian con carri armati proveniente dal Karabakh, un secondo gruppo di una cinquantina di uomini provenienti da Vardenis (Armenia), un terzo gruppo diretto a nord (verso il villaggio militarizzato di Aghdaban) mentre il gruppo principale muoveva da sud (villaggio di Nareshtar).

### Sviluppo
Il progetto iniziale che prevedeva un attacco da quattro diverse direttrici non andò a buon fine. La colonna che doveva provenire dall'Armenia incontrò difficoltà al passo Sodk a causa dell'ancora abbondante innevamento. Di fatto fu la colonna di Melkonian a spingere sulla sempre più debole difesa azera sfondando a Charektar dopo uno scontro durato otto ore. Il 31 marzo, dopo un'avanzata di ventinove chilometri, viene raggiunto il fiume Tartar a una ventina di chilometri dal capoluogo distrettuale. Il 3 aprile la città di Kelbajar è completamente circondata e il giorno seguente viene occupata. La popolazione rimasta fugge sfidando il rigore delle montagne attraverso il passo Omar e molti trovano la morte congelati; quattro elicotteri da trasporto si schiantano sulle nevi dei monte Mrav. Anche il comandante della guarnigione azera Surat Huseynov e la sua brigata si ritirano a Gəncə.
Con la vittoria nella battaglia, gli armeni si assicurano il pieno controllo non solo di tutta la porzione settentrionale della repubblica del Nagorno Karabakh ma anche dell'area contigua all'Armenia che le assicura copertura alle spalle.